# Eldorado – A Symphony by the Electric Light Orchestra
Eldorado — A Symphony by the Electric Light Orchestra, часто скорочується як Eldorado — четвертий студійний альбом гурту Electric Light Orchestra. Виданий у липні 1974 року лейблами Warner Bros. Records, United Artists Records, Jet Records, Columbia Records. Загальна тривалість композицій становить 38:42. Альбом відносять до напрямку симфонічний рок, артрок. Це концептуальний альбом про уявні подорожі людини, що втомилася від сірої реальності.

## Список пісень
1. «Eldorado Overture» — 2:12;
2. «Can't Get It Out of My Head» — 4:21;
3. «Boy Blue» — 5:18;
4. «Laredo Tornado» — 5:29;
5. «Poor Boy» («The Greenwood») — 2:57;
6. «Mister Kingdom» — 5:29;
7. «Nobody's Child» — 3:56;
8. «Illusions in G Major» — 2:37;
9. «Eldorado» — 5:17;
10. «Eldorado Finale» — 1:34.

### Додаткові твори на перевиданні 2001 року
1. «Eldorado Instrumental Medley» — 7:56;
2. «Dark City» — 0:46.